# متلازمة فلتي
متلازمة فلتي (بالإنجليزية: Felty's syndrome)‏، تتميز متلازمة فلتي  بجمعها لالتهاب المفاصل الروماتزمي وتضخم الطحال وقلة الخلايا المتعادلة.
و يعد هذا المرض أكثر شيوعاً بين الاشخاص الذين تتراوح اعمارهم بين 50-70 سنة، ويصيب النساء أكثر من الرجال، كما ينتشر بين القوقازين أكثر من انتشاره بين اصحاب الاصول الأفريقية.وهو مرض تشوهي غير نشط وايجابي المصل RF.

## الأعراض
تتشابه اعراض متلازمة فلتي  مع اعراض التهاب المفاصل. اذ يعاني المريض من الم وتصلب وانتفاخ في المفاصل، خاصة في مفاصل الايدي والاقدام والاذرع.
تتطور متلازمة فلتي عند بعض الأشخاص عندما تكون الأعراض والنتائج الفيزيائية المرافقة لالتهاب المفاصل  قد هدأت أو غير موجودة. وفي هذه الحالة يبقى المريض غير مشخص  بمتلازمة فلتي. وفي بعض الحالات النادرة تتطور متلازمة فلتي قبل ظهور الاعراض والنتائج الفيزيائية المصاحبة لالتهاب المفاصل. تتميز أيضا متلازمة فلتي بتضخم غير طبيعي للطحال وانخفاض غير عادي لنوع معين من كريات الدم البيضاء و  قلة العدلات.  
و نتيجة لقلة العدلات تزيد احتمالية اصابة المريض بانواع محددة من العدوى.  و في حالة اصابة مريض متلازمة فلتي بمتلازمة شوغرن  يعاني من التهاب القرنية و الملتحمة الجاف. 
كما يمكن ان يعاني المريض من الحمى وفقدان الوزن والإجهاد. وفي بعض الحالات يمكن للمصابين ان يعانو من تبدل في لون الجلد تحديداً في منطقة الساق (تصبغ بني غير طبيعي) وتقرح في الساق السفلى أو تضخم غير عادي في الكبد. بالإضافة لامكانية الإصابة  بانخفاض في مستوى كريات الدم الحمراء) فقر الدم) وانخفاض مستوى الصفائح الدموية التي تساعد بوظائف تخثر الدم (قلة الصفيحات) و  اختبار وظائف الكبد غير طبيعي والتهاب الاوعية الدموية.

## الأسباب
و لا يعرف سبب الإصابة بمتلازمة فلتي. وهو أكثر انتشاراً بين الأشخاص الذين عانوا من التهاب المفاصل لفترة زمنية طويلة. ووجد عند بعض المرضى المصابين  ان مصل دمهم  يحتوي على  مستضدات الكريات البيض البشرية (HLA-DR4).
و هذه المتلازمة متواجدة بكثرة عند الناس الذين لديهم مظاهر مفصلية اضافية لالتهاب المفاصل، كما ان الناس الذين يعانون من هذه المتلازمة معرضون لخطر العدوى بسبب قلة عدد كريات الدم البيضاء.    

## المضاعفات
- عدوى متكررة
- فرط نشاط الطحال ليسبب فقر الدم وقلة الصفيحات الدموية
- تضخم العقد اللمفاوية
- فرط تصبغ الجلد وتقرحات جلدية

## التشخيص
و يتم تشخيص متلازمة فلتي بظهور ثلاث حالات مرضية وهي: التهاب المفاصل الروماتزمي وتضخم الطحال ونقص غير طبيعي بمستوى كريات الدم البيضاء.و كما قد تظهر النتائج المخبرية الإصابة بالأنيميا ونقص الصفيحات وقلة العدلات وظهور نتائج غير طبيعية لاختبار وظائف الكبد. واشارت الدراسات إلى ان هذا المرض يصيب اقل من 1%من مرضى التهاب المفاصل.

## العلاج
ان أفضل علاج لمتلازمة فلتي هو التحكم بالتهاب المفاصل وان علاج التهاب المفاصل بمثبطات المناعة غالبا ما يحسن من قلة المحببات وتضخم الطحال، وهذا يعكس حقيقة ان متلازمة فلتي هي بالواقع مرض مناعي. وأن معظم الادوية التقليدية المستخدمة لعلاج التهاب المفاصل تستخدم كذلك  لعلاج متلازمة فلتي ولكن  لم تجر لغاية الآن  التجارب الكافية (العشوائية والمنظمة) التي  تؤيد  استخدام كل هذه الادوية للعلاج، وقد شملت اغلب تقارير النظم العلاجية عدداً قليلاً من المرضى، واشارت إلى ان استئصال الطحال قد يحسن من قلة العدلات في الحالات المستعصية من المرض.
 و اقترح للعلاج استخدام  الريتوكسيماب ولفلونوميد.
كما وصف استخدام علاج الذهب.

## التسمية
سميت متلازمة فلتي نسبة إلى أغسطس روي فلتي.